# Les Fleurs de Forest
Albums de Pascal Obispo
Les Fleurs du bien
(2006) Welcome to the Magic World of Captain Samouraï Flower
(2009)
Singles
1. Nouveau voyage (C'est la vie) (en duo avec Baby Bash)
Sortie : 2007

Les Fleurs de Forest est l'album de la tournée de Pascal Obispo enregistré à Forest National en Belgique. Il est sorti le 29 novembre 2007.
C'est le troisième album live du chanteur.

## Liste des chansons
| 1.  | Amen                                  |  |
| 2.  | Après quoi on court                   |  |
| 3.  | La machine                            |  |
| 4.  | Libre comme Picasso                   |  |
| 5.  | Où et avec qui tu m'aimes (So lonely) |  |
| 6.  | Millésime                             |  |
| 7.  | Noir                                  |  |
| 8.  | Noir Slam                             |  |
| 9.  | Lucie                                 |  |
| 10. | Le chanteur idéal                     |  |
| 11. | Rosa                                  |  |
| 12. | Fan                                   |  |
| 13. | Mourir demain                         |  |
| 14. | 1980                                  |  |
| 15. | Hommage à Pierre Yves Denizot         |  |
| 16. | Les fleurs du bien                    |  |

| 1. | Nouveau voyage (C'est la vie) (avec Baby Bash) |  |
| 2. | Y'a un ange                                    |  |
| 3. | La machine                                     |  |
| 4. | 1980 remix                                     |  |
| 5. | 1980 remix                                     |  |